# Andriatsminda
Andriatsminda (en georgiano: ანდრიაწმინდა) es un pueblo de Georgia ubicado en el oeste de la región de Mesjetia-Yavajetia, parte del municipio de Ajaltsije. 

## Geografía
Andriatsminda se encuentra en el margen izquierdo del río Uraveli, a 17 km de Ajaltsije.  

## Historia
El hecho de que sea un pueblo grande que los otomanos capturaron a los georgianos en 1578 muestra que se trata de un antiguo asentamiento. Andriatsminda se menciona por primera vez en las fuentes en el siglo XVI.  
Andriatsminda, que permaneció bajo el dominio otomano durante mucho tiempo, quedó en manos de Rusia con el tratado de Edirne firmado después de la guerra ruso-turca de 1828-1829, volviendo a formar parte de Georgia.  

## Demografía
La evolución demográfica de Andriatsminda entre 2002 y 2014 fue la siguiente:
| 280                                             | 295 |
| (Fuente: Population of Georgia in Soviet times) |     |

Según el censo de 2014, el 98,3% de la población son georgianos y el 1,7% de armenios.

## Infraestructura

### Arquitectura, monumentos y lugares de interés
En el pueblo está la iglesia de Andriatsminda, de una sola nave y que data del siglo X. El templo está dedicada a Andrés, uno de los Apóstoles, lo que indica que el pueblo es un antiguo asentamiento. 